# Sirkali
Sirkali (o Sirkazhi, Cikal, Shiyali) è una suddivisione dell'India, classificata come municipality, di 32.084 abitanti, situata nel distretto di Nagapattinam, nello stato federato del Tamil Nadu. In base al numero di abitanti la città rientra nella classe III (da 20.000 a 49.999 persone).

## Geografia fisica
La città è situata a 11° 13' 60 N e 79° 43' 60 E e ha un'altitudine di 3 m s.l.m..

## Società

### Evoluzione demografica
Al censimento del 2001 la popolazione di Sirkali assommava a 32.084 persone, delle quali 16.135 maschi e 15.949 femmine. I bambini di età inferiore o uguale ai sei anni assommavano a 3.545, dei quali 1.829 maschi e 1.716 femmine. Infine, coloro che erano in grado di saper almeno leggere e scrivere erano 24.344, dei quali 13.089 maschi e 11.255 femmine.